# Плодоріжка блощична
Плодорі́жка блощи́чна (Anacamptis coriophora) — багаторічна рослина родини зозулинцеві, також відома під застарілою назвою зозулине́ць блощи́чний. Лікарська і декоративна культура. Вид занесений до Червоної книги України.

## Опис
Трав'яниста рослина заввишки 15-45 см. Бульби кулясті або яйцюваті, іноді (дуже рідко) довгасті. Стебло циліндричне або злегка гранчасте, вкрите листками майже до суцвіття. Листки сизувато-зелені, досить численні (до 8-10), лінійні або лінійно-ланцетні, гострі, спрямовані вгору; нижні — до 2-5 см завширшки; верхні — згорнуті навколо стебла. Суцвіття колосоподібне, досить густе, зазвичай складається з 15-40 квіток. Квітки неправильні, брудно-бурувато-пурпурові, пурпурові або зеленкуваті, з запахом клопів. Шолом дзьобоподібно-загострений; губа трилопатева, повисла, середня лопать видовжена, бокові — заокруглені; шпорка зігнута, конічна, повисла, вдвоє коротша за зав'язь. Плід — коробочка.
Число хромосом 2n = 38.

## Поширення
Ареал охоплює Кавказ, Малу Азію, усю Європу, крім її північних регіонів, а також деякі райони Північної Африки. В Україні невеликі популяції зустрічаються в Карпатах, Поліссі, Розточчі, Опіллі, Криму. В степовій зоні трапляються лише поодинокі особини. В горах Марокко популяції знаходять на висоті до 2500 м над рівнем моря.

## Екологія
Рослина помірно вологолюбна. Типовими біотопами цього виду є заболочені луки, вологі лісові галявини, узлісся, освітлені ліси, трав'яні схили, де він зростає на родючих, лужних, нейтральних або слабокислих, в тому числі і глинистих ґрунтах. У лісостепу і степу ця орхідея трапляється лише на луках і галявинах лісів, розташованих вздовж річок. В Криму зростає на галявинах і в розріджених лісах.
Квітне в Центральній Європі у травні-липні, в Середземномор'ї цвітіння можна спостерігати вже у квітні. Плодоносить у липні-серпні. Розмножується насінням. Насіння цієї орхідеї настільки дрібне, що не містить запасів поживних речовин, необхідних для формування паростка. Щоб насінина змогла прорости, вона повинна спочатку утворити мікоризу з грибом.

## Статус виду
Плодоріжка блощична внесена в перелік Конвенції про міжнародну торгівлю видами дикої фауни та флори, що перебувають під загрозою зникнення (CITES). Скорочення чисельності цього виду помічено у всіх країнах Європи з початку ХХ сторіччя. Окрім національної Червоної книги України її занесено до Червоної книги Росії, Червоних списків Польщі, Німеччини і Швейцарії. В 1997 році у Німеччині з метою охорони її навіть оголошували «Орхідеєю року».
В Україні як рідкісний вид з ізольованими популяціями потребує ретельної охорони. Станом на 2014 рік ця рослина охороняється у національному парку «Святі гори», заповіднику «Мис Мартьян», Чорноморському, Ялтинському гірсько-лісовому, Канівському, Карпатському, Дніпровсько-Орільському заповідниках.

## Застосування
Плодоріжку блощичну зрідка вирощують у ботанічних садах переважно з демонстраційною метою, оскільки декоративні якості цього виду низькі. На плантаціях рослини культивують заради видобутку лікарської сировини. Сировиною слугують висушені бульби, відомі під назвою «бульби салеп» (Tubera Salep) або просто «салеп». Бульбокорені містять слиз (до 50%), крохмаль (до 27%), декстрин, пентозани, сахарозу тощо.
В народній медицині їх застосовують як обволікаючий, протизапальний і загальнозміцнюючий засіб при захворюваннях верхніх дихальних шляхів, імпотенції, загальному виснаженні організму, зумовленому тривалими кровотечами, фізичною і розумовою перевтомою, туберкульозом. Використання салепу ефективне при таких захворюваннях шлунково-кишкового тракту, як гастроентерит, коліт, виразка шлунка, а також при отруєннях. Це зумовлено тим, що слиз салепу перешкоджає всмоктуванню шкідливих речовин. Порошок старих бульб вважався абортивним і протизаплідним засобом, а також засобом, що регулює місячні.
Заготовляти сировину в місцях зростання категорично заборонено. З лікувальною метою використовують вирощені на плантації бульбокорені, які збирають одразу після цвітіння рослин. Заготовляють лише молоді, дочірні бульби, старі бульби викидають. Зібрані бульби добре миють, на 4—5 хв. занурюють у киплячу воду, а після цього сушать на відкритому повітрі, під наметом або в сушарці при температурі 50—55°. З 10 кг сирих бульб одержують 1 кг сухих. Зберігають у сухих, добре провітрюваних приміщеннях. Строк придатності сировини — 6 років. Аптеки салеп не відпускають.
| |  |  |  |  |
| Варіації будови суцвіть і забарвлення квіток у рослин з різних частин ареалу: Баварії (Німеччина), Мальорки (Іспанія), Камаргу і Сіморре (Франція) |  |  |  |  |

## Систематика
Плодоріжка блощична вперше описана Карлом Ліннеєм в 1753 році. На той час вона відносилась до роду Orchis, за сучасною класифікацією її віднесено до роду Anacamptis. Відомі гібриди цього виду з плодоріжкою пірамідальною (×Anacamptorchis simarrensis E.G. Camus, 1908), болотною (Orchis × timbalii Velen., 1882), салеповою (Orchis × olida Bréb., 1835), рідкоквітковою (Orchis × parvifolia Chaub., 1821).

## Синоніми
| - Anacamptis coriophora ssp. carpetana (Willk.) Bernardos (2002) - Anacamptis coriophora ssp. fragrans (Pollini) R.M.Bateman, Pridgeon & M.W.Chase (1997) - Anacamptis coriophora ssp. martrinii (Timb.-Lagr.) Jacquet & Scappat. (2003) - Anacamptis coriophora ssp. nervulosa (Sakalo) Mosyakin & Timch. (2006) - Anacamptis coriophora var. carpetana (Willk.) Kreutz (2007) - Anacamptis coriophora var. martrinii (Timb.-Lagr.) Kreutz (2007) - Anacamptis fragrans (Pollini) R.M.Bateman (2003) - Anteriorchis coriophora (L.) E.Klein & Strack (1989) - Anteriorchis coriophora ssp. fragrans (Pollini) Jacquet (1997) - Anteriorchis coriophora ssp. martrinii (Timb.-Lagr.) Jacquet (1997) - Anteriorchis fragrans (Pollini) Szlach. (2001) - Herorchis coriophora (L.) D.Tyteca & E.Klein (2008) - Herorchis coriophora ssp. fragrans (Pollini) D.Tyteca & E.Klein (2008) - Herorchis coriophora ssp. martrinii (Timb.-Lagr.) D.Tyteca & E.Klein (2008) - Orchis × carpetana (Willk.) Pau (1921) - Orchis cassidea M.Bieb. (1819) - Orchis cimicina Crantz (1769) - Orchis coreosmus St.-Lag. (1880) - Orchis coriophora L. (1753) - Orchis coriophora f. borosiana Soó (1927) - Orchis coriophora f. latifolia Tinant (1836) - Orchis coriophora f. nana W.Zimm. (1910) - Orchis coriophora ssp. carpetana (Willk.) K.Richt. (1890) | - Orchis coriophora ssp. cimicina (Arcang.) E.G.Camus (1908) - Orchis coriophora ssp. fragrans (Pollini) K.Richt. (1890) - Orchis coriophora ssp. martrinii (Timb.-Lagr.) Nyman (1882) - Orchis coriophora ssp. nervulosa (Sakalo) Soó (1969) - Orchis coriophora var. carpetana Willk. (1870) - Orchis coriophora var. cassidea (M.Bieb.) Nyman (1882) - Orchis coriophora var. cibiniensis Schur (1866) - Orchis coriophora var. cimicina Arcang. (1894) - Orchis coriophora var. czeremossica Zapal. (1906) - Orchis coriophora var. elongata Maire (1940) - Orchis coriophora var. fragrans (Pollini) Boiss. (1842) - Orchis coriophora var. lusciniarum Maire (1939) - Orchis coriophora var. major E.G.Camus (1900) - Orchis coriophora var. odorata Ten. ex Rchb.f. (1851) - Orchis coriophora var. polliniana (Spreng.) Pollini (1824) - Orchis coriophora var. sennenii A.Camus (1939) - Orchis coriophora var. subsancta Balayer (1986) - Orchis coriophora var. symphypetala Brot. (1827) - Orchis fragrans Pollini (1811) - Orchis fragrans var. elongata (Maire) Raynaud (1985) - Orchis fragrans var. polliniana (Spreng.) Pollard (1824) - Orchis martrinii Timb.-Lagr. (1856) - Orchis nervulosa Sakalo (1941) - Orchis polliniana Spreng. (1815) - × Orchidactyla carpetana (Pau) Borsos & Soó (1966) |